# يوم لسلسان
يوم لسلسان؛ ويسمى أيضًا يوم الغيامة هو أحد أيام العرب الذي تواجهت فيه بني سليم ضد بنو عامر.

## الغريف جنوب محافظة الخرمة
لسلسان والغيامة هما موضعان معروفان من جهة تربة الواقعة حاليًا في منطقة مكة المكرمة.

## نبذة
ذكر المؤرخ حمد الجاسر أن يوم لسلسان لم يذكره أحد سوى الهجري و قال عنه: يوم لسلسان لسليم على بني عامر وهو أول أيامهم، أصابوا من بني عامر رميًا على مئة رجل، وهو أيضًا يوم الغَيَامة.